# بریسنو (انتیوکیا)
بریسنو (انگلیسی: Briceño, Antioquia) نام شهری در کشور کلمبیا است.